# (73220) 2002 JO24
(73220) 2002 JO24 – planetoida z pasa głównego asteroid okrążająca Słońce w ciągu 4,64 lat w średniej odległości 2,78 j.a. Odkryta 8 maja 2002 roku.